# George Skene
Sir George Skene of Fintray (1619–1708) va ser un comerciant escocès del comerç del Bàltic que va exercir com a prebost (provost) de la ciutat d'Aberdeen des de 1676 fins a 1685. Va ser nomenat cavaller el 1681.

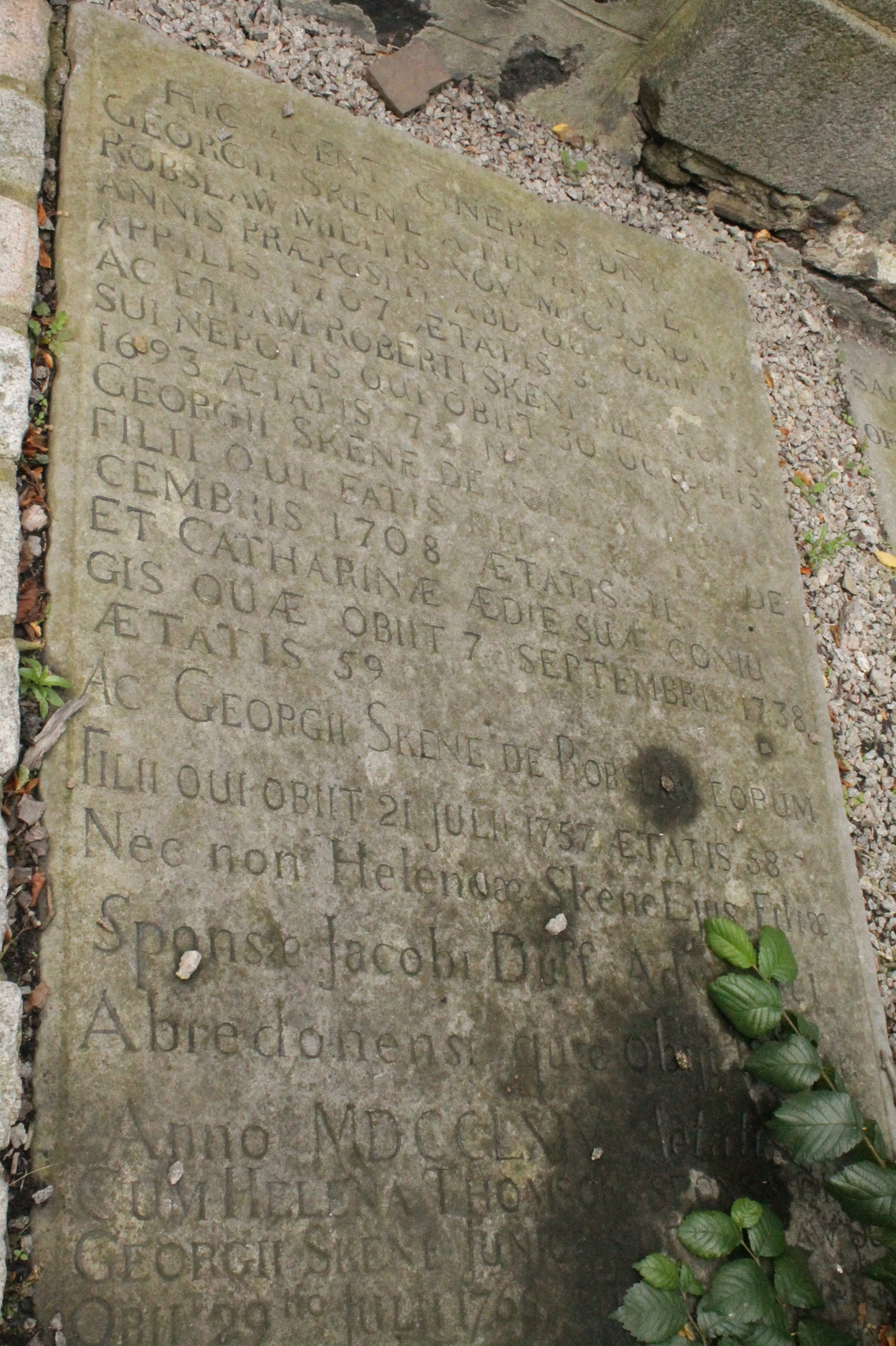
Làpida de la tomba de Skene amb inscripció en llatí a la Kirk of St Nicholas, Aberdeen.

Va ser comissari d'Aberdeen al Parlament d'Escòcia del 1681 al 1682 i del 1685 al 1686.
A la seva mort, el desembre de 1708, va ser enterrat a la parcel·la familiar de l'església de Sant Nicolau (Kirk of St Nicholas). La làpida es troba prop del mur oest.
Avui en dia també es famós pel museu biogràfic homònim, situat en una casa que va comprar el 1669.